# نصرت‌الله شادنوش
نصرت‌الله شادنوش (۱۳۲۵ قم-) سیاستمدار و استاندار استان‌های گیلان، زنجان و چهار محال و بختیاری، سفیر اسبق ایران در نیجریه و بنین بود.

## تحصیلات
شادنوش تحصیلات خود را در مدرسه دین و دانش به پایان برده و در دانشگاه مقطع دکترای مدیریت به پایان رسانده و مدیر گروه مدیریت صنعتی، دانشکده مدیریت، واحد تهران مرکزی، دانشگاه آزاد اسلامی بود.

## استانداری
مدتی پس از پیروزی انقلاب ۵۷ شادنوش در پی ترور علی انصاری استاندار وقت گیلان به دست سازمان مجاهدین به عنوان سومین استاندار گیلان پس از انقلاب معرفی می‌شود. وی این سمت را از ۲۲ تیر ۱۳۶۰ تا ۱۱ اسفند ۱۳۶۰ برعهده داشت. وی سپس جای خود را به علی فرهمندزاد داده و به سمت استاندار چهارمحال و بختیاری (از ۲۴ اسفند ۱۳۶۰ تا ۵ تیر ۱۳۶۳) فعالیت کرد. پس از آن شادنوش یه استان زنجان رفته و از خرداد ۱۳۶۳ تا بهمن ۱۳۶۴ به عنوان استاندار در آن استان حضور داشت.
شادنوش پس از آن به عنوان مشاور رئیس مجلس شورای اسلامی در دوره‌های چهارم و پنجم و معاون وزیر فرهنگ و ارشاد اسلامی و وزارت بازرگانی فعالیت کرد. از دیگر سمت‌های او می‌توان به مدیر کل دبیرخانه شورای نگهبان معاون سیاسی – امنیتی علی‌اکبر ناطق نوری در دفتر بازرسی ویژه بیت رهبری اشاره کرد.

## سفارت
او در دولت اول رفسنجانی به عنوان سفیر ایران در سال‌های ۱۳۶۸ تا ۱۳۷۲ فعالیت داشت. او در آن سالها مکتب یاسر را در نیجریه تأسیس که که شیخ ابراهیم زکزاکی از فعالان در آن مجموعه بود. او پس آن مدتی نیز به عنوان سفیر ایران در بنین حضور داشت.
وی در دولت روحانی به عنوان مدیر فرهنگی و آموزشی دبیرخانه شورای عالی مناطق آزاد مشغول به کار بود.
وی در انتخابات دور دهم مجلس شورای اسلامی به عنوان نامزد اصلاح طلبان از قم وارد انتخابات شد.